# Cilmeri
Cilmeri (a vegades escrit de la forma anglicitzada Cilmery) és un poblet de Powys, a Gal·les central. Es troba a uns quatre quilòmetres a l'oest de Builth Wells, i és travessat per la carretera A483 que va a Llanymddyfri.
El poblet és famós perquè es troba a prop de l'indret en què l'últim Príncep de Gal·les per descendència directa, Llywelyn ap Gruffydd, fou mort en una escaramussa amb soldats al servei d'Eduard I d'Anglaterra l'11 de desembre del 1282.